# Гейзер, Матвей Моисеевич
Матве́й Моисе́евич Ге́йзер (при рождении Мотл, позже Макс и Марк Моисеевич; 9 июня 1940, Бершадь, Украинская ССР — 20 февраля 2018, Израиль) — российский и израильский литератор и публицист, журналист, педагог, театровед, литературовед. Заслуженный учитель Российской Федерации (1991), доктор филологических наук (2001).
Автор нескольких книг, посвящённых в основном еврейской культуре и судьбе российского еврейства. Также автор множества эссе, статей, исследований, очерков, опубликованных как в российских, так и в зарубежных издательствах (некоторые вышли под псевдонимом Моисей Матвеев).

## Биография
Матвей Гейзер родился в местечке Бершадь Винницкой области Украины в семье учителя еврейской школы. После занятия территории румынскими и немецкими войсками вместе с родителями был интернирован в гетто Бершади, где погибли его отец и другие родственники.
После освобождения из гетто жил в Белгороде-Днестровском, в 1947—1954 годах учился в украинской школе в Бершади. Окончил Бершадское педагогическое училище (на последнем курсе переведённое в Тульчин, 1956), затем математический факультет Бельцкого педагогического института. Работал учителем математики, затем директором педагогического колледжа № 13 в Москве. Кандидатскую диссертацию защитил в 1996 году по теме «Библия в творчестве русских поэтов XIX — начала XX в. (А. С. Пушкин, С. Я. Маршак)» в Московском государственном открытом педагогическом институте. Докторскую диссертацию по теме «Русско-еврейская литература XX века» защитил в 2001 году.
С 2004 года Матвей Гейзер сотрудничает с издательством «Молодая гвардия» — пишет для серии ЖЗЛ биографии деятелей российской культуры еврейского происхождения. В серии изданы его книги: «Соломон Михоэлс», «Маршак», «Леонид Утёсов» «Зиновий Гердт» и «Фаина Раневская». Опубликовал книги о еврейском гетто в Транснистрии («Семь свечей», 1999; «Путешествие в страну Шоа», 2004) и истории еврейской культуры на идише в СССР («Плач Иеремии», 2009).
С режиссёром Ефимом Гольцманом поставил документальную ленту «Актёры убиенного театра» (2008) о Московском ГОСЕТе.